# Vaughan Lewis
Sir Vaughan Lewis (mit vollem Namen: Vaughan Allen Lewis; * 17. Mai 1940) ist ein Politiker aus Saint Lucia und war Premierminister des Landes.

## Leben
Vaughan Lewis war als leitender Mitarbeiter im Sekretariat der Organisation Ostkaribischer Staaten tätig. Er trat in die United Workers' Party (UWP) ein und wurde – für viele überraschend – von Premierminister John Compton zu seinem Nachfolger bestimmt. Mit dem Rücktritt von John Compton wurde er für eine kurze Zeit Premierminister vom 2. April 1996 bis zu den Neuwahlen am 23. Mai 1997. Während seiner Amtszeit war er zugleich Finanzminister, Entwicklungsminister und Außenminister. Bei den Neuwahlen 1997 erlitt seine Partei einen herben Rückschlag, bei der sie alle bis auf einen Sitz im Parlament verlor. Lewis trat daraufhin als Premierminister zurück. Sein Nachfolger wurde der Vorsitzende der Saint Lucia Labour Party, Kenneth Anthony. 2005 löste Compton ihn als Vorsitzender der UWP ab.

## Familie
Sein Vater war Sir Allen Montgomery Lewis, St. Lucias erster Generalgouverneur nach der Souveränität am 22. Februar 1979.

## Ehrungen
Am 22. Februar 2016 wurde er als Knight Commander des Order of Saint Lucia geadelt.